# Рюмкин, Виктор Михайлович
Виктор Михайлович Рю́мкин (31 января 1931; село Семёновское, Западная область — 22 апреля 2019, Москва) — советский военачальник, военный инженер и учёный, руководитель работ по ракетному вооружению и космической технике. Председатель Научно-технического комитета РВСН (1979—1989). Заместитель начальника Космических средств Министерства обороны СССР по вооружению — начальник Главного управления вооружения КС МО (1989—1991). Генерал-лейтенант. Лауреат Государственной премии СССР. Заслуженный деятель науки и техники РСФСР.

## Биография
Виктор Михайлович Рюмкин родился 31 января 1931 года в селе Семёновское Износковского района (ныне — Калужской области). Шестимесячным ребёнком переехал вместе с матерью к отцу в Москву, где тот работал с 1929 г.
В годы учёбы в школе Виктор Рюмкин старался не отставать по уровню знаний и оценок от своих друзей-отличников: Юрия Степанова и Владимира Шустова. Друзья Виктора получили золотые медали. В дальнейшем они добились значительных успехов, соответственно, в науке и по службе: Ю. С. Степанов стал известным учёным-филологом, академиком АН СССР / РАН, а В. В. Шустов — сотрудником МИД СССР и, в итоге, Чрезвычайным и Полномочным Послом. В. Рюмкин получил аттестат с единственной «четвёркой» (по русскому языку), по всем остальным предметам были отличные оценки. Молодой человек всерьёз увлекался физикой и с ней связывал планы — но судьба распорядилась иначе.
- 1948: окончил мужскую среднюю школу № 417 в Калининском районе г. Москвы (Лефортово);
- 1948: поступил на физико-технический факультет Московского государственного университета им. М. В. Ломоносова.

«Несмотря на огромный конкурс, он был принят на специальность „Строение вещества“, начал учиться на ядерщика, и уже со второго семестра один день в неделю приезжал из общежития в Долгопрудном, где располагался факультет, на практику в Курчатовский институт. Когда стали „засекречивать“, из МГУ сбежал. Сейчас, осознавая, что вся его профессиональная деятельность была все равно закрыта завесой секретности, Виктор Михайлович о содеянном вспоминает с грустью, хотя без сожаления. Говорит, что уж очень титулованных преподавателей оставил: лекции читали академики, светила мировой физики — Л. Д. Ландау, С. А. Христианович, Г. С. Ландсберг».— Генерал-майор В. Т. Носов, ветеран РВСН.
- 1949—1953: учился на гидроэнергетическом факультете Московского энергетического института;

- 1953: окончил 4 курса МЭИ[4] и был призван в армию; в составе спецнабора зачислен на 5-й курс факультета реактивного вооружения Военной артиллерийской академии имени Ф. Э. Дзержинского.

«Речь идёт об истории так называемого „спецнабора“. Такое название получили 900 студентов лучших технических ВУЗов страны, призванных в 1953 году на военную службу для того, чтобы удовлетворить потребность Вооружённых Сил в специалистах в области создаваемого новейшего вооружения — ракет».— Из Введения в статью «Спецнабор: история и значение» на сайте «Спецнабор-1953».
- 1954: окончил Академию им. Дзержинского с отличием;
- 1954: назначен в Управление заместителя командующего артиллерией Советской Армии, которое в дальнейшем меняло название — Управление начальника реактивного вооружения, Главное управление ракетного вооружения Ракетных войск (ГУРВО): инженер отдела хранения и ремонта наземного оборудования Управления снабжения, хранения и ремонта вооружения УЗКА;[6]
- 1955: старший инженер, затем старший офицер 2-го Управления начальника Реактивного вооружения;[6]
- 1962: в звании капитана переведён в 1-е управление ГУРВО на полковничью должность заместителя начальника отдела баллистики, решавшего вопросы теории полёта и перспектив развития ракетного вооружения и, по существу, определявшего идеологию Главного управления при заказе и принятии на вооружение новых ракет.[7]

«Уже начиная с должности заместителя начальника отдела, Виктору Михайловичу приходилось готовить документы правительственного уровня, представлять доклады командованию Ракетных войск, включая Главкомов РВСН: Маршала Советского Союза Н. И. Крылова, а затем Главного Маршала артиллерии В. Ф. Толубко».— Генерал-майор В. Т. Носов.
- 1963: присвоено звание майора. Назначен начальником отдела баллистики;
- 1970—1975: заместитель начальника 1-го управления ГУРВО РВСН;
- 1975: полковник В. М. Рюмкин назначен начальником 1-го управления ГУРВО (штатная категория — генерал-лейтенант), увеличившегося к этому времени вдвое, после присоединения к нему 3-го «твердотопливного» управления.[2][4] Управление вело опытно-конструкторские работы по баллистическим ракетам стратегического назначения;[7]
- 1979—1989: председатель Научно-технического комитета РВСН;
- 1983: присвоено воинское звание «генерал-лейтенант»;[4]
- 1986: защитил в ЦНИИ-27 Министерства обороны диссертацию на соискание учёной степени «кандидат технических наук».[4] Диссертация была посвящена теории полёта и методам расчёта полётных заданий;
- январь 1989 — август 1991: начальник Главного управления вооружения — заместитель начальника космических средств Министерства обороны СССР по вооружению, член Военного совета космических частей МО СССР;
- 1991: по болезни уволен в запас;[6]
- с 1991: после увольнения из армии работал в НИО Академии им. Дзержинского.

Скончался 22 апреля 2019 года. Похоронен на Введенском кладбище рядом с отцом и братом (уч. 4).

## Характеристика деятельности
Первые 25 лет службы Виктора Михайловича Рюмкина прошли в системе Управления заместителя командующего артиллерией СА — Управления начальника реактивного вооружения — ГУРВО; из них около 20 лет он занимался отработкой баллистических ракет стратегического назначения и их испытаниями. В дальнейшем, во время работы в НТК, внёс большой вклад в совершенствование ракетной техники, улучшение перспективного планирования её развития, научного обоснования плана развития вооружения на пяти-, десяти- и пятнадцатилетний периоды.

«Объём и круг решаемых НТК РВСН задач в период работы там В. М. Рюмкина значительно расширился. В это время продолжалось интенсивное обновление и наращивание группировки РВСН.
Достаточно сказать, что в середине 80-х годов на боевом дежурстве находилось 12 типов ракетных комплексов стратегического назначения и велась разработка еще пяти новых типов (УР-ЮОН УТТХ, Р-36М2 „Воевода“, РТ-23 УТТХ „Молодец“ и, в том числе, ракетного комплекса 5-го поколения „Тополь-М“ стационарного и мобильного базирования)».— Генерал-майор В. Т. Носов.
Генерал-лейтенант В. М. Рюмкин — непосредственный участник создания и лётных испытаний 35 ракетных и 46 космических комплексов. Был председателем Государственных комиссий по лётным испытаниям космических комплексов «Орлец-1», «Метеор-3» и 4КН, заместителем председателя и членом госкомиссий по испытаниям нескольких боевых ракетных комплексов. Входил в состав многих координационных, научных, научно-методических, научно-технических и учёных советов. Неоднократно был председателем Государственных экзаменационных комиссий в Серпуховском и Харьковском высших военных командно-инженерных училищах.

## Признание
- Орден Октябрьской Революции (1985);
- Орден Красной Звезды (1974);
- Орден «Знак Почёта» (1966);
- Орден «За службу Родине в Вооружённых Силах СССР» 3 ст. (1991);
- медали;
- Государственная премия СССР (1985) — за разработку, испытания и организацию серийного производства ракеты УР-100Н (по классификации НАТО — SS-19 Stiletto, в переводе — Стилет), её систем и головной части.[2][6]

«Летные испытания ракеты УР-100Н УТТХ были проведены на космодроме Байконур в период с 1977 по 1979 год под руководством Государственной комиссии в составе: Волкова Евгения Борисовича (председатель ГК, начальник НИИ-4 МО, генерал-майор), Челомея Владимира Николаевича (зам. председателя ГК, технический руководитель, Генеральный конструктор ОКБ-52) и Рюмкина Виктора Михайловича (председатель НТК РВСН, генерал-майор). 17.12.1980 года комплекс был принят на вооружение. Работы по его созданию были отмечены Ленинской и двумя Государственными премиями. Развертывание комплекса осуществлялось с 1979 по 1984 год, всего было поставлено на боевое дежурство 360 ракет».— А. О. Дегтярёв, пресс-секретарь генерального директора АО «ВПК «НПО машиностроения».
- Заслуженный деятель науки и техники РСФСР (1991);
- Действительный член (академик) Российской академии космонавтики имени К. Э. Циолковского (2005);
- Почётный геодезист СССР (1990);
- Заслуженный испытатель космической техники (2003).[4]

## Штрихи к портрету
- Возглавляя Научно-технический комитет РВСН, В. М. Рюмкин добивался принятия целесообразных, соответствующих интересам дела решений, невзирая на лица. Подчас генерал вынужден был идти и против мнения всесильного Министра обороны. — В этих случаях присущий Виктору Михайловичу научный и инженерный профессионализм подкреплялся немалым дипломатическим искусством:

«…когда у ракетных войск возникли серьезные разногласия с Челомеем по поводу предлагаемой им новой, ущемляющей интересы Минобороны, методики определения кучности стрельбы исходя из малого количества выстрелов, начальник НТК РВСН генерал-лейтенант В. М. Рюмкин негласно обратился ко мне, чтобы ЦНИИмаш открыто выступил на защиту ранее разработанной нашими институтами совместной методики оценки кучности. (Фактически речь шла о приоритете государственных интересов над ведомственными амбициями генерального конструктора). Сам Виктор Михайлович этого не мог сделать, опасаясь гнева Гречко, слушавшегося во всем Владимира Николаевича.
— А вам как известным оппонентам это практически ничего не добавит, — успокаивал он меня.
Методику мы отстояли, поддержанные другими главными конструкторами».— Ю. А. Мозжорин, директор ЦНИИмаш (1961—1990).
- Сослуживцы — командиры и подчинённые — отмечают такие человеческие качества Виктора Михайловича, как верность дружбе и умение «не прогнуться» под грузом обстоятельств. В. М. Рюмкин, едва ли не единственный из генералов РВСН, продолжал поддерживать отношения с генерал-полковником М. Г. Григорьевым после увольнения того с поста первого заместителя Главнокомандующего. В этой должности Михаил Григорьевич начинал служить при Главкоме Н. И. Крылове; отношения с преемником Крылова В. Ф. Толубко у пользовавшегося большим авторитетом первого зама не были идеальными, и в итоге Григорьев был отправлен в отставку. Михаил Григорьевич заболел; находясь в госпитале, он звонил Рюмкину: «Приезжай, расскажешь о делах», — и Виктор Михайлович неизменно навещал бывшего командира. Коллеги каждый раз были «в курсе» и предостерегали: «Толубко тебе голову оторвёт!» Незадолго перед своей смертью Михаил Григорьевич Григорьев дал В. М. Рюмкину краткую, но ёмкую характеристику, написав:

«Я рад, что длительное время пришлось работать вместе. Спасибо за честный труд. У Вас хорошая голова и чистая совесть».— Из сборника «Стратеги», 2014 г.
- В конце 1990 года в Министерство обороны СССР поступило приглашение китайской стороны направить с визитом в КНР делегацию Военно-космических сил. Возглавить делегацию было поручено В. М. Рюмкину.

«Во второй половине 8 марта 1991 года делегацию принял премьер Госсовета КНР Ли Пэн, с которым с 1949 по 1953 год я учился в одной группе Московского энергетического института. Интересно, что даже по прошествии 40 лет Ли Пэн узнал практически всех студентов и студенток группы на фотографиях студенческих лет, которые я захватил с собой ему в подарок. Имена он помнил всех, а фамилии большинства.
На одной из фотографий рядом со мной был учившийся вместе с нами нынешний президент Румынии Ион Илиеску. Дойдя до нас, Ли Пэн лукаво спросил, давно ли был у Иона, хотя отлично знал, что я всю жизнь был невыездным — ему об этом говорили другие однокашники, которых он собирал во время своего приезда в Москву».— Генерал-лейтенант В. М. Рюмкин.
- Из интервью А. А. Пискунова «Комсомольской правде»:

«Я сам генерал, почти 20 лет проработал на космодроме Плесецк, а в 90-е годы был одним из инициаторов создания космического агентства. Тогда должность руководителя мы предложили выдающемуся инженеру и организатору генерал-лейтенанту Рюмкину. Надо отдать должное Виктору Михайловичу, он отказался от назначения, предложив кандидатуру Юрия Николаевича Коптева как безусловного авторитета в космической промышленности».— Александр Милкус. Космос, который мы разворовали. «КП», 19.07.2013.

«Российское космическое агентство (РКА) было создано указом Президента РФ № 185 от 25 февраля 1992 года. Комитет Верховного Совета Российской федерации по связи и космосу, где Пискунов был заместителем председателя, одновременно с этим указом готовил проект указа Президента РФ о назначении Рюмкина В. М. Генеральным директором РКА. В то время Виктор Михайлович работал, после увольнения из армии, в НИО академии им. Дзержинского, а Коптев Ю. Н. — заместителем министра общего машиностроения, отвечавшим за космическое направление. В дальнейшем Коптев возглавлял РКА с февраля 1992 по 2004 год».— Примечание на сайте «Спецнабор-1953».

## Труды
1. В. М. Рюмкин. Поколение созидателей. (О спецнаборе 1953 года). В книге: Ракеты и судьбы. Сборник воспоминаний воинов-ракетчиков и создателей ракетно-ядерного оружия. / Выпуск 3. — Москва, ЦИПК РВСН, 1999;
2. В. М. Рюмкин. В одном строю. В сборнике: Генеральный конструктор. Книга о Владимире Федоровиче Уткине. / Издание 2-е, дополненное. — Председатель редакционного совета: Н. А. Анфимов. — Королёв, ЦНИИмаш, 2003. — С. 475—479.[15] — 576 с. — 4000 экз. — ISBN 5-89885-034-1;
3. В. М. Рюмкин. Нажавший первым кнопку «Пуск». (Воспоминания о генерал-лейтенанте Н. Н. Смирницком). — 32 с. В книге: От легендарных «Катюш» к стратегическим. Сборник воспоминаний ветеранов-ракетчиков. / Выпуск 4. — Москва, ЦИПК РВСН, 2008;
4. В. М. Рюмкин. В. Г. Сергеев — Человек с большой буквы. В сборнике: Сергеев Владимир Григорьевич — Главный конструктор систем управления. К 100-летию со дня рождения. / Под общей редакцией Н. И. Вахно. — Харьков, Хартрон, 2014. — 448 с. — 1000 экз.

Изданы воспоминания Виктора Михайловича Рюмкина о М. К. Янгеле, В. Н. Челомее, Н. А. Пилюгине, В. И. Кузнецове.